# Hermine Braunsteinerová

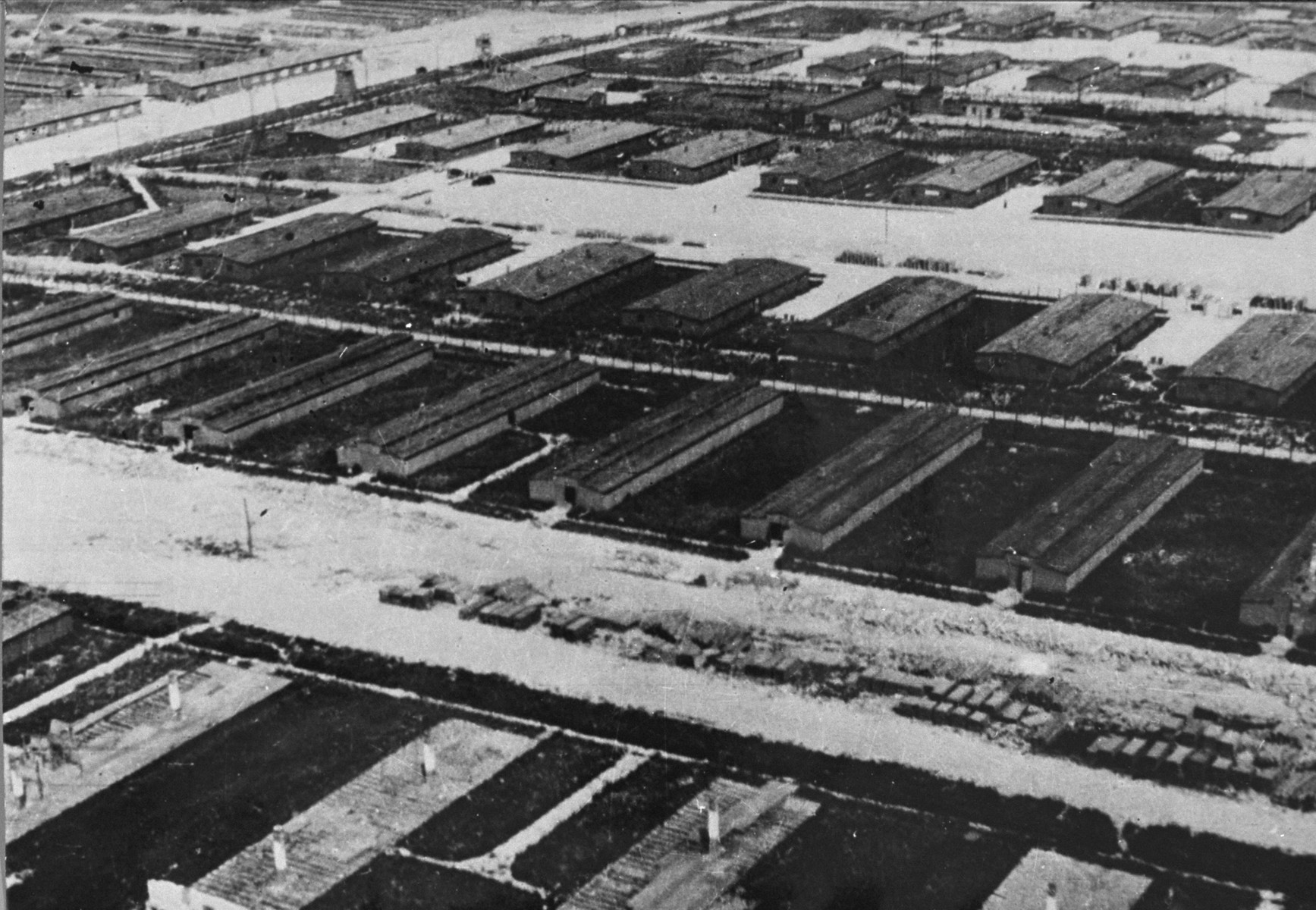
Letecký snímek koncentračního tábora Majdanek

Hermine Braunsteinerová (16. července 1919 Vídeň – 19. dubna 1999 Bochum) byla během druhé světové války dozorkyně v koncentračních táborech Ravensbrück a Majdanek. Byla prvním nacistickým válečným zločincem, který byl vydán ze Spojených států amerických.

## Biografie
Hermine Braunsteinerová se narodila ve Vídni, jako nejmladší dítě v přísně katolické dělnické rodině. Pracovala jako služka a po připojení Rakouska 12. března 1938 k nacistickému Německu získala německé občanství a přestěhovala se do Berlína, kde pracovala na letadlech Heinkel.

### Ravensbrück
Brzy požádala o lépe placenou práci vězeňské dozorkyně. Započala výcvik 15. srpna 1939 jako dozorkyně pod Marií Mandlovou v koncentračním táboře Ravensbrück a zůstala tam po začátku druhé světové války a přílivu nových vězňů z okupovaných zemí. Po třech letech se neshodla s Mandlovou a podala žádost o přeložení.

### Majdanek
Dne 16. října 1942 byla přeložena do blízkosti koncentračního tábora Majdanek v Polsku. V lednu 1943 byla povýšena a nastoupila jako dozorkyně v Majdanku. Účastnila se selekcí žen a dětí, které byly posílány do plynových komor. Společně s dalšími dozorkyněmi jako Elsa Ehrichová, Hildegard Lächertová, Marta Ulrichová a Alice Orlowski byla známá svojí krutostí. V Majdanku jí přezdívali "Kobyla" a dokázala ženy ukopat k smrti nebo házela děti držíc je za vlasy na nákladní vozy směřující do plynových komor. Za svoji práci v roce 1943 získala Válečný záslužný kříž 2. třídy.

### Ravensbrück a tábor Genthin
V lednu 1944 byla převelena zpět do Ravensbrücku, protože Majdanek začal evakuaci kvůli blížící se frontové linii a povýšena na vrchní dozorkyni v táboře Genthin (pobočný tábor Ravensbrücku).
7. května 1945 uprchla Hermine Braunsteinerová z tábora před sovětskou Rudou armádou a vrátila se do Vídně. Byla zatčena a od 6. května 1946 do 18. dubna 1947 uvězněna. Soud ve Štýrském Hradci ji odsoudil za mučení, týrání vězňů a zločiny proti lidskosti v Ravensbrücku (ne v Majdanku) ke třem letům vězení. Propuštěna však byla dříve v dubnu 1950. Rakouský občanský soud následně udělil amnestii z dalšího trestního stíhání. Do emigrace pracovala na podřadných pracovních místech v hotelech a restauracích.

## Poválečné období

### Emigrace a manželství
Na dovolené v Rakousku se seznámila s Američanem Russellem Ryanem. V říjnu 1958 se vzali a Emigrovali do Nového Skotska v Kanadě, kde 19. ledna 1963 získala občanství Spojených států amerických. Bydleli v Queensu, kde byla známá jako přátelská žena v domácnosti vdaná za stavebního dělníka.

### Nalezení
Lovec nacistů Simon Wiesenthal se na svých cestách náhodou vydal na návštěvu Tel Avivu. Byl v restauraci, když uslyšel zavolání "telefonát panu Wiesenthalovi" a přijal hovor od svého přítele. Když se vrátil ke stolu čekalo na něj několik lidí přeživších Majdanek, kteří mu řekli o Braunsteinerové. Na základě těchto informací sledoval její stopu z Vídně do Halifaxu a poté přes Toronto do Queensu. V roce 1964 Wiesenthal upozornil New York Times, že Braunsteinerová se možná vdala za muže jménem Ryan a mohla by bydlet v oblasti Maspeth v čtvrti Queens v New Yorku. Pověřili mladého reportéra Josefa Lelyvelda, aby nalezl "paní Ryanovou". Našel ji u druhého zvonku, na který zazvonil a později napsal, že ho pozdravila u svého předního vchodu a řekla: „Můj Bože, věděla jsem, že se to stane."

### Vydání
Prokurátor v Düsseldorfu začal vyšetřovat její válečné zločiny. V roce 1973 požádala německá vláda o její vydání a obvinila ji ze společné odpovědnosti za smrt 200 000 lidí. Během příštího roku stanula se svým manželem na okresním soudu Spojených států v Queensu a vyslechla svědectví přeživších proti své osobě, kde popisovali bičování a ubití k smrti. Soudce potvrdil její vydání ministrovi dne 1. května 1973 a 7. srpna 1973 se Hermine Braunsteinerová Ryanová stala prvním nacistickým válečným zločincem vydaným ze Spojených států do Německa.

### Soud v Německu a smrt
Stanula před soudem v západním Německu společně s 15 dalšími bývalými příslušníky SS z Majdanku. Třetí proces Majdanek začal 26. listopadu 1975 a trvat 474 sezení. Obžalováni byli Braunsteinerová, bývalý strážce SS Hermann Hackmann a táborový lékař Heinrich Schmidt. Soud zjistil nedostatečné důkazy v šesti bodech obžaloby a odsoudil ji na třech: vraždě 80 lidí, účasti vražd 102 dětí a spolupráci na vraždě 1000 lidí. Dne 30. června 1981 byla odsouzena k doživotnímu trestu. Zdravotní komplikace vedly k jejímu dřívějšímu propuštění z věznice v roce 1996.
Hermine Braunsteinerová Ryanová zemřela 19. dubna 1999 ve věku 79 let v německé Bochumi.